# 武本比登志
武本 比登志（たけもと ひとし、1946年 - ）は、日本の画家（油彩画家）。大阪府大阪市出身。ポルトガルの風景を、独特の赤を多用し、独自の画風を確立。
来歴1946年、愛媛県新居浜市出身の画家・武本憲太郎(1911-2012)の次男として、大阪市東住吉区に生まれる。父が主宰する土曜日児童画教室で幼少の頃より絵に親しむ。
育和幼稚園、桑津小学校、東住吉中学校を経て浪速高等学校に入学。美術部に入部し、本格的に油彩を描き始める。このときの同期には、上久保良文（イラストレーター）が、先輩に吉田定一（児童文学、詩人、画家）、1年後輩には、はるき悦巳（漫画家・じゃりン子チエ）などがいる。また、顧問の藤井満の下、今も50年目を迎えるOB展、NACK展（茶臼山画廊）、NACKシニア展（マサゴ画廊）、スケッチ会など盛んに活動が行われている。
大阪芸術大学油彩科に入学するが3年で中退（4期生）。（大阪芸術大学4期生同窓会展に出品（ギャラリーキットハウス））
1968年、大阪芸術大学主催「欧州美術研修旅行」で初めてヨーロッパへ渡る。
1971年、大学の同級生であった武本睦子（エッセイスト、旧姓岡本）と結婚。2人でナホトカ、モスクワ経由で渡欧し、ストックホルムに4年間滞在。ストックホルム大学に留学（外国人過程終了）。ヨーロッパの美術館をくまなく観て歩く。
ニューヨークに渡り、1年滞在。その後中南米を10ヶ月かけて旅行。
1977年、日本へ一時帰国し、妻の出身地である宮崎県都城市に滞在。
1990年9月16日より、ポルトガルの港町セトゥーバルに移り住む。永住権獲得。
2024年9月24日帰国。34年間過ごしたセトゥーバルを後に、宮崎市に拠点を移す。

## 業績・受賞歴等
パリのサロン・ドートンヌ（1991年初出品から10年連続入選）やル・サロン（金、銀、銅メダル受賞）の他、ポルトガルの展覧会でも発表。
日本では隔年で、髙島屋での巡回（大阪、横浜、岐阜、米子、岡山等）個展、ポルトガル大使館後援・宮崎空港個展などで作品発表。油彩の他にポルトガル風景淡彩スケッチを発表（マサゴ画廊）。2020年には武本睦子と夫婦2人展（ギャラリーキットハウス）
元サロン・ドートンヌ会員。ル・サロン（フランス美術家連盟）永久会員。NACK会員。日本美術家連盟会員。リスボンの画廊と契約。